# Hermanas Mirabal
Hermanas Mirabal är en provins i norra Dominikanska republiken. Provinsen har cirka 96 000 invånare. Den administrativa huvudorten är Salcedo. Provinsen bildades 1952 och hette Salcedo fram till den 21 november 2007, då den bytte namn till Hermanas Mirabal.

## Administrativ indelning
Provinsen är indelad i tre kommuner:
- Salcedo, Tenares, Villa Tapia